# Five Nations 1993
Die Ausgabe 1993 des jährlich ausgetragenen Rugby-Union-Turniers Five Nations (seit 2000 Six Nations) fand an fünf Spieltagen zwischen dem 16. Januar und dem 20. März statt. Turniersieger wurde Frankreich.

## Teilnehmer
| Land       | Stadion             | Stadt     | Trainer          | Kapitän             |
| ---------- | ------------------- | --------- | ---------------- | ------------------- |
| England    | Twickenham Stadium  | London    | Geoff Cooke      | Will Carling        |
| Frankreich | Parc des Princes    | Paris     | Pierre Berbizier | Jean-François Tordo |
| Irland     | Lansdowne Road      | Dublin    | Gerry Murphy     | Michael Bradley     |
| Schottland | Murrayfield Stadium | Edinburgh | Jim Telfer       | Gavin Hastings      |
| Wales      | Cardiff Arms Park   | Cardiff   | Alan Davies      | Ieuan Evans         |

## Tabelle
|    | Land       | Spiele | Siege | Unent. | Ndlg. | Spiel- punkte | Diff. | Tabellen- punkte |
| -- | ---------- | ------ | ----- | ------ | ----- | ------------- | ----- | ---------------- |
| 1. | Frankreich | 4      | 3     | 0      | 1     | 73:35         | + 38  | 6                |
| 2. | Schottland | 4      | 2     | 0      | 2     | 50:40         | + 10  | 4                |
| 3. | England    | 4      | 2     | 0      | 2     | 54:54         | ± 0   | 4                |
| 4. | Irland     | 4      | 2     | 0      | 2     | 45:53         | − 8   | 4                |
| 5. | Wales      | 4      | 1     | 0      | 3     | 34:74         | − 40  | 2                |

## Ergebnisse

### Erste Runde
| 16. Januar 1993 | England                                                 | 16 : 15         | Frankreich                                                                 | Twickenham Stadium, London Zuschauer: 50.000 Schiedsrichter: Jim Fleming (Schottland) |
| 16. Januar 1993 | Versuche: Hunter Erhöhungen: Webb Straftritte: Webb (3) | (13:12) Bericht | Versuche: Saint-André (2) Erhöhungen: Camberabero Straftritte: Camberabero | Twickenham Stadium, London Zuschauer: 50.000 Schiedsrichter: Jim Fleming (Schottland) |

| 16. Januar 1993 | Schottland                                                         | 15 : 3         | Irland              | Murrayfield Stadium, Edinburgh Schiedsrichter: Ed Morrison (England) |
| 16. Januar 1993 | Versuche: Stanger Stark Erhöhungen: Hastings Straftritte: Hastings | (15:0) Bericht | Straftritte: Malone | Murrayfield Stadium, Edinburgh Schiedsrichter: Ed Morrison (England) |

### Zweite Runde
| 6. Februar 1993 | Frankreich                                     | 11 : 3        | Schottland            | Parc des Princes, Paris Zuschauer: 49.026 Schiedsrichter: Derek Bevan (Wales) |
| 6. Februar 1993 | Versuche: Lacroix Straftritte: Camberabero (2) | (3:3) Bericht | Straftritte: Hastings | Parc des Princes, Paris Zuschauer: 49.026 Schiedsrichter: Derek Bevan (Wales) |

| 6. Februar 1993 | Wales                                                    | 10 : 9         | England                               | Cardiff Arms Park, Cardiff Schiedsrichter: Joël Dumé (Frankreich) |
| 6. Februar 1993 | Versuche: Evans Erhöhungen: Jenkins Straftritte: Jenkins | (10:9) Bericht | Versuche: Webb (2) Dropgoals: Guscott | Cardiff Arms Park, Cardiff Schiedsrichter: Joël Dumé (Frankreich) |

### Dritte Runde
| 20. Februar 1993 | Irland                  | 6 : 21        | Frankreich                                                                                              | Lansdowne Road, Dublin Zuschauer: 60.000 Schiedsrichter: David Leslie (Schottland) |
| 20. Februar 1993 | Straftritte: Malone (2) | (6:6) Bericht | Versuche: Saint-André Sella Erhöhungen: Camberabero Straftritte: Camberabero (2) Dropgoals: Camberabero | Lansdowne Road, Dublin Zuschauer: 60.000 Schiedsrichter: David Leslie (Schottland) |

| 20. Februar 1993 | Schottland                                   | 20 : 0         | Wales | Murrayfield Stadium, Edinburgh Schiedsrichter: Joël Dumé (Frankreich) |
| 20. Februar 1993 | Versuche: Turnbull Straftritte: Hastings (5) | (14:0) Bericht |       | Murrayfield Stadium, Edinburgh Schiedsrichter: Joël Dumé (Frankreich) |

### Vierte Runde
| 6. März 1993 | England                                                                            | 26 : 12        | Schottland                                    | Twickenham Stadium, London Schiedsrichter: Brian Stirling (Irland) |
| 6. März 1993 | Versuche: Guscott R. Underwood T. Underwood Erhöhungen: Webb Straftritte: Webb (3) | (11:6) Bericht | Straftritte: Hastings (3) Dropgoals: Chalmers | Twickenham Stadium, London Schiedsrichter: Brian Stirling (Irland) |

| 6. März 1993 | Wales                                    | 14 : 19        | Irland                                                                          | Cardiff Arms Park, Cardiff Schiedsrichter: Sandy MacNeill (Australien) |
| 6. März 1993 | Versuche: Evans Straftritte: Jenkins (3) | (6:13) Bericht | Versuche: Robinson Erhöhungen: Elwood Straftritte: Elwood (3) Dropgoals: Clarke | Cardiff Arms Park, Cardiff Schiedsrichter: Sandy MacNeill (Australien) |

### Fünfte Runde
| 20. März 1993 | Frankreich                                                                | 26 : 10        | Wales                                                     | Parc des Princes, Paris Zuschauer: 49.000 Schiedsrichter: Owen Doyle (Irland) |
| 20. März 1993 | Versuche: Benetton (2) Lafond Erhöhungen: Lafond Straftritte: Lacroix (3) | (16:3) Bericht | Versuche: Walker Erhöhungen: Jenkins Straftritte: Jenkins | Parc des Princes, Paris Zuschauer: 49.000 Schiedsrichter: Owen Doyle (Irland) |

| 20. März 1993 | Irland                                                         | 17 : 3        | England           | Lansdowne Road, Dublin Schiedsrichter: Sandy MacNeill (Australien) |
| 20. März 1993 | Versuche: Galwey Straftritte: Elwood (2) Dropgoals: Elwood (2) | (3:3) Bericht | Straftritte: Webb | Lansdowne Road, Dublin Schiedsrichter: Sandy MacNeill (Australien) |